# Costanza (nome)
Costanza  è un nome proprio di persona italiano femminile.

## Varianti
- Femminili: Constanza[4], Costante[3]
  - Alterati: Costantina[2]
  - Ipocoristici: Tancia[1], Zina
- Maschili: Costanzo, Costante

### Varianti in altre lingue
- Basco: Kostanze[5]
- Catalano: Constáncia[5]
- Francese: Constance[4][6]
- Inglese: Constance[4][6], Constancy[4][7]
  - Ipocoristici: Connie[4][6]
- Medio inglese: Custance[4], Custans[4], Custancia[4], Constancia[4]
- Olandese: Constance, Constantia
- Polacco: Konstancja[4][6]
- Portoghese: Constança[4][6], Constância[6]
- Rumeno: Constanța[6]
- Spagnolo: Constanza[4][5][6], Constancia[5]
- Tardo latino: Constantia[1][4][6]
- Tedesco: Konstanze[4][6], Constanze[4][6]

## Origine e diffusione
Al pari della forma maschile Costanzo, trae origine dal cognomen latino Constans, divenuto nome personale in età imperiale; deriva dal participio presente del verbo constare (cum e stare), "stare fermo", "restare saldo", per cui il significato è "costante", "ferma", "tenace", in ambito cristiano inteso come "salda nella fede".
In Inghilterra arrivò con la conquista normanna (era infatti il nome della figlia di Guglielmo il Conquistatore), diffondendosi rapidamente durante il Medioevo nella forme vernacolare Constance grazie alla devozione verso santa Costanza, figlia di Costantino I. Dopo la riforma protestante si intrecciò con il nome puritano Constancy (riferito direttamente alla virtù della costanza); le forme Constantia e Constance ritornarono in voga in inglese rispettivamente nel XVIII e nel XIX secolo.

## Onomastico
L'onomastico si può festeggiare in memoria di diverse sante, alle date seguenti:
- 22 settembre, santa Costanza, martire con il fratello Felice a Nuceria Alfaterna sotto Nerone (19 settembre la data del martirio)[9]
- 18 febbraio, santa Costanza di Vercelli, monaca[10]
- 25 febbraio, santa Costanza o Costantina, figlia di Costantino I
- 17 luglio, beata Costanza II, regina di Sicilia e d'Aragona[10]
- 5 settembre, beata Maria Maddalena Starace, al secolo Costanza Starace fondatrice delle suore compassioniste serve di Maria[10]

## Persone

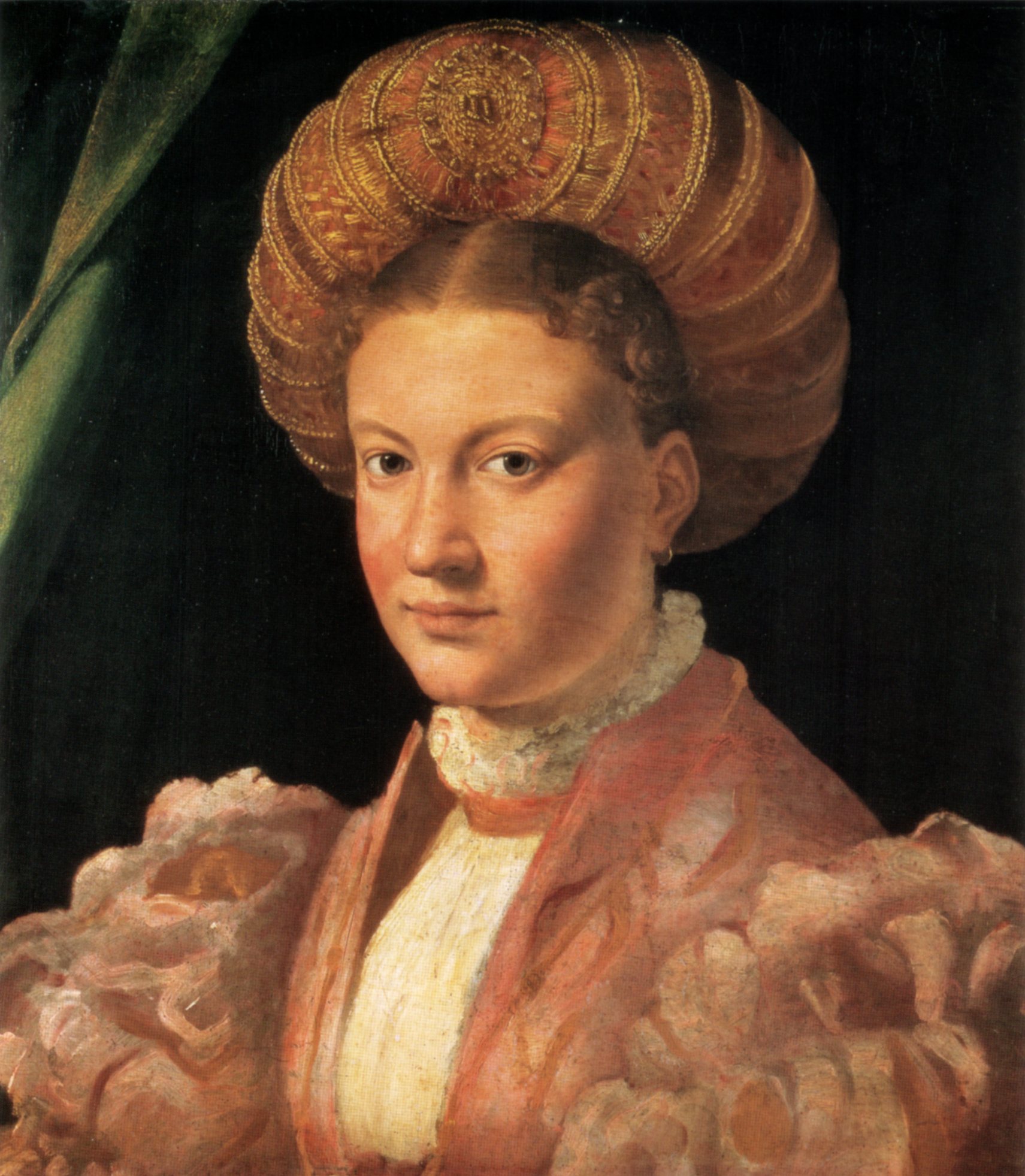
Costanza Rangoni - ritratto del Parmigianino

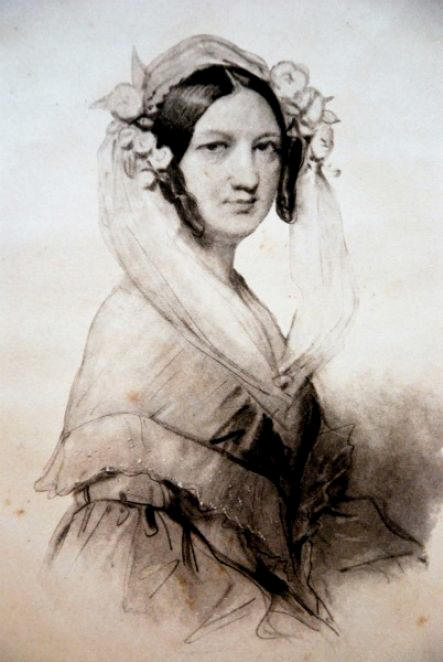
Costanza Alfieri di Sostegno

- Costanza d'Altavilla, regina di Sicilia e imperatrice del Sacro Romano Impero
- Costanza d'Aragona, regina d'Ungheria, di Sicilia e di Germania
- Costanza d'Arles, regina francese
- Costanza di Bretagna, duchessa di Bretagna e contessa di Richmond
- Costanza del Portogallo, regina consorte di Castiglia e León
- Costanza II di Sicilia, regina consorte d'Aragona e di Sicilia
- Costanza Alfieri di Sostegno, scrittrice italiana
- Costanza Caracciolo, showgirl, modella e conduttrice televisiva italiana
- Costanza Chiaramonte, regina consorte di Napoli
- Costanza Ferro, sincronetta italiana
- Costanza Manfredini, pallavolista italiana
- Costanza Manuel, regina consorte di Castiglia e León e poi di Portogallo
- Costanza Miriano, giornalista, scrittrice e blogger italiana
- Costanza Rovelli, soprano italiano
- Costanza Trotti Bentivoglio, patriota e nobildonna italiana

### Variante Constanze

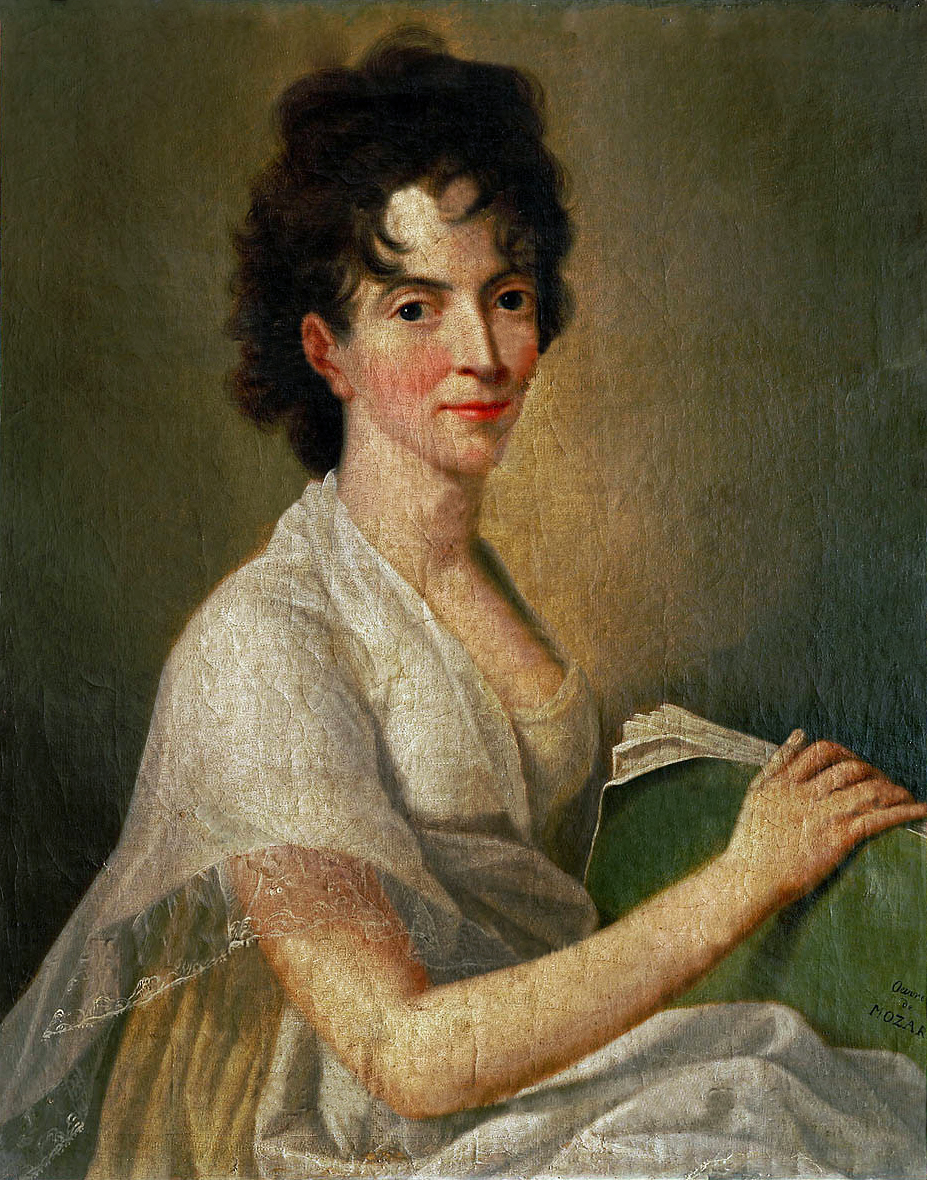
Constanze Weber

- Constanze Engelbrecht, attrice e doppiatrice tedesca
- Constanze Krehl, politica tedesca
- Constanze Manziarly, cuoca tedesca
- Constanze Weber, moglie di Wolfgang Amadeus Mozart

### Variante Constance

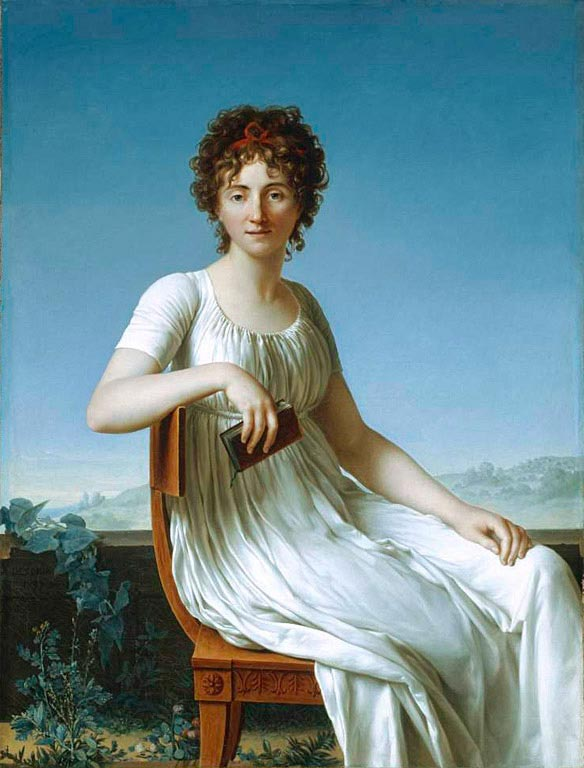
Constance de Théis

- Constance Bennett, attrice statunitense
- Constance Collier, attrice britannica
- Constance Cornwallis-West, nobildonna e socialite britannica
- Constance Cummings, attrice statunitense
- Constance de Théis, poetessa francese
- Constance Dowling, attrice statunitense
- Constance Ford, attrice e modella statunitense
- Constance Heaven, scrittrice britannica
- Constance Jablonski, modella francese
- Constance Lloyd, scrittrice e giornalista britannica
- Constance Markiewicz, politica irlandese
- Constance Talmadge, attrice statunitense
- Constance Tipper, ingegnera britannica
- Constance Towers, attrice statunitense

### Altre varianti
- Constanța Burcică, canottiera rumena
- Constanza Macras, coreografa argentina
- Constanza Piccoli, attrice e cantante cilena
- Connie Willis, scrittrice di fantascienza statunitense

## Il nome nelle arti
- Konstanze è un personaggio dell'opera di Wolfgang Amadeus Mozart Il ratto dal serraglio.

- Constance Bonacieux è un personaggio del romanzo di Alexandre Dumas padre I tre moschettieri, e delle opere da esso tratte.
- Costanza Incoronato è un personaggio della commedia Le bugie con le gambe lunghe di Eduardo De Filippo.
- Costanza d'Altavilla, moglie di Enrico VI è ricordata da Dante nella Divina Commedia con questi versi:

(Dante Alighieri, Paradiso, Canto III, 118-120)